# Zagłębie Północne

Położenie Zagłębia Północnego na mapie Francji

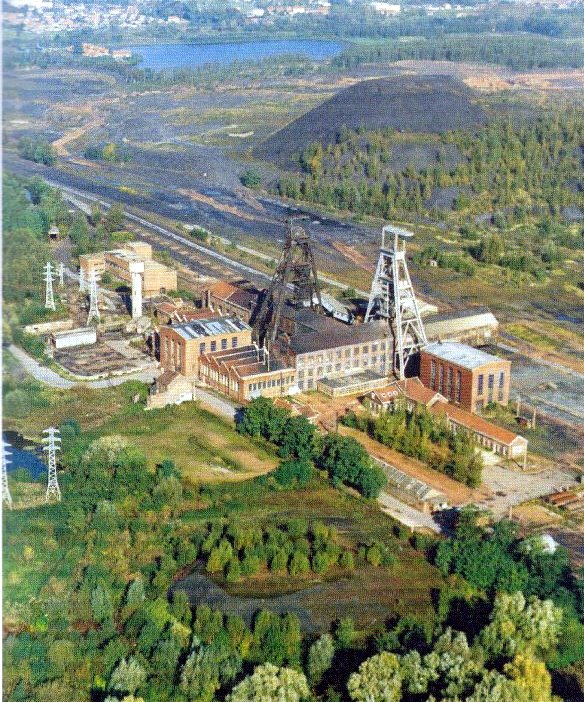
Kopalnia Charles Ledoux w Condé-sur-l’Escaut z lotu ptaka, fot. przed 1989

Zagłębie Północne – okręg przemysłowy w północno-wschodniej Francji (departamenty Nord i Pas-de-Calais) z centrum w Lille, w pobliżu granicy belgijsko-francuskiej, powstały na bazie złóż węgla kamiennego. Rozwinęła się tu karbochemia i produkcja stali, a także przemysł włókienniczy, korzystający z miejscowych upraw lnu, a także importowanej wełny i bawełny. W wyniku restrukturyzacji większe znaczenie zaczął zyskiwać przemysł środków transportu, chemiczny, elektroniczny, farmaceutyczny, petrochemiczny, poligraficzny i spożywczy.
Na terenie liczącym przeszło 109 tys. ha wybrano 109 obiektów, które zostały w 2012 wpisane na listę światowego dziedzictwa UNESCO jako Zagłębie Górnicze Nord-Pas de Calais.